# Hassan Mahramzadeh

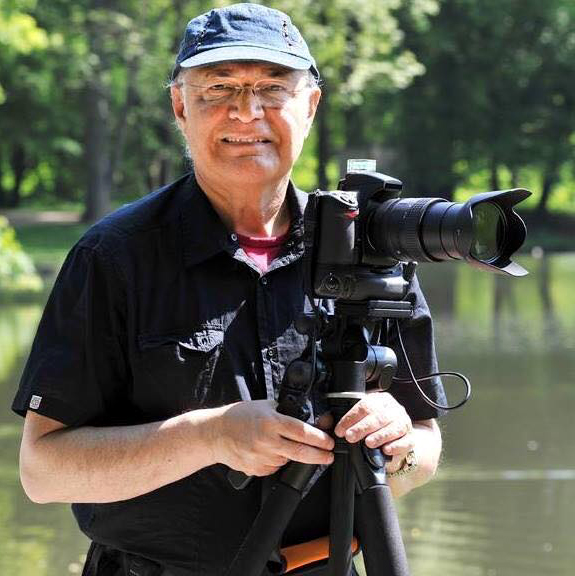
Hassan Mahramzadeh mit Kamera im Georgengarten von Hannover;
Selbstporträt, 2014

Hassan Mahramzadeh (* 1941 in Teheran) ist ein iranisch-deutscher Informatiker, Diplom-Ingenieur und Dokumentar-Fotograf sowie Lehrbeauftragter für digitale Fotografie an der Leibniz Universität Hannover.

## Leben
Hassan Mahramzadeh wurde während des Zweiten Weltkrieges 1941 in der persischen Hauptstadt Teheran geboren. Nach seinem Abitur erhielten er und ein Freund eine Zulassung für ein Studium in den USA. Auf dem Weg dorthin durchreisten sie zunächst Europa und besuchten 1963 auch Köln. Diese Stadt und die Bundesrepublik insgesamt beeindruckte Mahramzadeh dermaßen, dass er – statt in den USA – nun in Deutschland studieren wollte. Nach Aufklärung durch das iranische Konsulat in Köln erbrachte er innerhalb von nur 6 Wochen den für ein Studium in Deutschland geforderten Nachweis „[...] guter Deutschkenntnisse“, durch die er durch Vermittlung des Konsulats einen Studienplatz in Berlin an der dortigen Technischen Universität erhielt.
Vor Studienbeginn lernte Hassan Mahramzadeh beim Jobben in Köln Alois Böll kennen, den Bruder des Nobelpreisträgers Heinrich Böll. Böll half Mahramzadeh bei der Verfeinerung der deutschen Sprache und machte ihn mit deutscher Lebensart vertraut. Anschließend konnte Mahramzadeh mit einem Stipendium des Deutschen akademischen Austauschdienstes sein Studium der Informatik „[...] ausschließlich mit Bestnoten“ und dem Titel Dipl.-Ing. abschließen.
1972 begann Mahramzadeh in Hannover an der dortigen Universitat als wissenschaftlicher Mitarbeiter mm Regionalen Rechenzentrum für Niedersachsen (RRZN) im Bereich „Wissenschaftliche Visualisierung“.
Nun begann Hassan Mahramzadeh die Aufbruchstimmung der 1970er Jahre in Hannover durch das von Oberstadtdirektor Martin Neuffer und dem Stadtimagepfleger Mike Gehrke initiierte Experiment Straßenkunst, das bundesweit erste Altstadtfest sowie die Etablierung des Altstadt-Flohmarktes am Hohen Ufer fotografisch und fotodokumentarisch festzuhalten. Er dokumentierte seitdem beispielsweise das erste Maschseefest, sämtliche Internationalen Feuerwerkswettbewerbe, sämtliche Verleihungen des Leibniz-Ringes, die ersten Kunstfestspiele in Herrenhausen und mehr als drei Jahrzehnte das Kleine Fest im Großen Garten. Für Niki de Saint Phalle, die aus gesundheitlichen Gründen nicht anwesend sein konnte, hielt er den Ausbau ihrer Grotte im Großen Garten mit Fotos fest, die die Künstlerin in ihrem Krankenzimmer in San Diego aufhängen ließ.
Kurz vor der friedlichen Revolution in der DDR veröffentlichte der Brockhaus-Verlag einen ersten Bildband von Leipzigs Partnerstadt Hannover, mit Fotos ausschließlich von Mahramzadeh. Seitdem veröffentlichte Mahramzadeh sechs Bildbände über die niedersächsische Landeshauptstadt, teils in englischer Sprache, zudem Ansichtskarten und Kalender, die vielfach gesammelt oder von Hannovers Oberbürgermeister auf Auslandreisen als Gastgeschenke eingesetzt werden.
Nahezu sämtliche Fotografien, mit denen sich die Stadt Hannover für die Weltausstellung beim Expo-Büro in Paris bewarb, stammten von Mahramzadeh. Die Expo 2000 dokumentierte er mit rund 11.000 Fotos, die heute im Archiv des Exposeeums lagern und die die Vorlage für zahlreiche Poster bildeten. Sie wurden auf Ausstellungen bei Siemens gezeigt sowie in Hiroshima.
Ab 1990 und rund ein Viertel Jahrhundert lang war Mahramzadeh Mitglied der Jury beim Internationalen Feuerwerkswettbewerb in Herrenhausen.
Als Lehrbeauftragter der Leibniz Universität Hannover bot Mahramzadeh beispielsweise 2010 Studenten und Angehörigen der Universität einen Fotografie-Workshop für High-Dynamic-Range-Bilder (HDR) im Ausbildungsraum des RRZN.
Am 2. Dezember 2015 wurde Hassan Mahramzadeh in der Orangerie der Herrenhäuser Gärten für seine Arbeiten durch den Freundeskreis Hannover mit der Verleihung des Stadtkulturpreises Hannover geehrt.

## Publikationen (Auswahl)
- Sybille Nobel-Sagolla, Dieter Sagolla: Hannover (= Brockhaus-Souvenir), Bildband, Fotos: Hassan Mahramzadeh, 1. Auflage, Verlag F.A. Brockhaus, Leipzig 1990, ISBN 3-325-00326-5
- Anne Winkel-Kirch: Hannover live. Ein Bildband, Fotos: Hassan Mahramzadeh, Gestaltung: Klaus Zimmer, Adolf Sponholtz, Hannover, Hameln 1991, ISBN 3-87766-068-1
  - Anne Winkel-Kirch: Hanover. A pictorial essay, Fotos: Hassan Mahramzadeh, Adolf Sponholtz Verlag, Hannover; Hameln, 1991, ISBN 3-87766-069-X
- Sybille Nobel-Sagolla, Dieter Sagolla: Hannover (= Falken-Sachbuch) (= Brockhaus Souvenir), Fotos: Hassan Mahramzadeh, Falken Verlag, Niedernhausen/Taunus 1991, ISBN 3-8068-3514-4
- Giselher Schaar: Hannover - Stadt der EXPO 2000, Fotos: Hassan Mahramzadeh,  Schlütersche Verlagsgesellschaft, Hannover 1997, ISBN 3-87706-828-6; Inhaltsverzeichnis
  - englische Ausgabe: Hanover - EXPO 2000 city, ISBN 3-87706-831-6
- Karen Roske et al.: Die Altstadt. Die Stadt Hannover und Nobilis präsentieren ..., Fotos: Hassan Mahramzadeh, hrsg. von der Landeshauptstadt Hannover, Presseamt, Referat für Kommunikation, Grütter, Hannover 1999
- Freunde der Herrenhäuser Gärten e. V. Edition 2010, Fotos: Hassan Mahramzadeh, Hrsg.: Freunde der Herrenhäuser Gärten e.V., 1. Auflage, Madsack Supplement, Hannover 2009, ISBN 978-3-940308-37-5